# Березівка (Долинська міська громада)
Березі́вка — село в Україні, у Долинській міській громаді Кропивницького району Кіровоградської області. Населення становить 200 осіб. Колишній центр Березівської сільської ради.

## Історія
Станом на 1886 рік у селі, центрі Березівської волості Олександрійського повіту Херсонської губернії, мешкало 207 осіб, налічувалось 43 дворових господарства. За 1½ версти — православна Михайлівська церква.

## Населення
За переписом населення України 2001 року в селі мешкало 280 осіб.

### Мова
Розподіл населення за рідною мовою за даними перепису 2001 року:
| Мова       | Відсоток |
| ---------- | -------- |
| українська | 98,55 %  |
| російська  | 1,09 %   |
| молдовська | 0,36 %   |

## Відомі люди
- Колос Марк Захарович (* — †1926) — писар Боківської волості, псаломщик церкви с. Буличево Новомиргородської волості, з 1905 р. в с. Березівка — регент і в.о. псаломщика Михайлівської церкви автор записок про село і рід. Відомий його портрет руки С. А. Проценка.
- Колос Володимир Маркович (*1914, хут. Грозмані, нині — Березівка — †?) — викладач Дніпропетровського університету, кандидат наук (1967), доцент кафедри російської літератури, автор методичної розробки «Белорусская литература начала ХХ века, до 1917 года» (1977).
- Колос Григорій Маркович (*1902 — †1956, м. Долинська) — просвітянин, регент церковного хору, організатор і художній керівник березівського сільського театру і хору (під час українських визвольних змагань 1917—1923 р.р.), арештовувався більшовиками в 1922 (2 роки в'язниці) і в 1929 (заслання в Сибір) р.р.
- Колос Сергій Маркович (*1906, хут. Грозмані — ?) — заступник директора Нікопольського педагогічного училища, репресований 17 квітня 1945 року з обвинуваченням в українському націоналізмі. 26 січня 1999 року реабілітований.
- Проценко Степан Андрійович (*1880, с. Керстичі (нині — Березівка), Братолюбівська вол., Олександрійський пов., Херсонська губ. — †1954, Київ) — маловідомий український художник-портретист, реставратор монументального церковного живопису та ікон. Кілька портретів написаних його рукою зберігаються в Музеї Історії Долинського р-ну.
- Проценко Іван Сергійович (*07.01.1912, с. Березівка — †15.10.1995, Долинська) — краєзнавець, учасник французького руху опору, учасник ІІ Світової війни, завуч, вчитель української мови, нагороджений орденом Червоного прапора, лауреат обласної краєзнавчої премії ім. Ястребова.
- Самойлович Федір Іполитович (*1906, Березівка — †?) — вчитель, поет-сатирик, працював у загальноосвітніх школах Софіївського району на Дніпропетровщині. Від 1939 року друкувався в районних газетах і журналах «Вітчизна», «Донбас», «Прапор», «Радянська жінка», «Хлібороб України», «Соціалістична культура», «Перець», «Крокодил», у репертуарних збірках, календарях, у літературно-художньому альманасі «Боковенька-2004».